# Maison Wasaborg
La maison Wasaborg (finnois : Wasaborgin talo) est un bâtiment situé dans le centre de Vaasa en Finlande,.

## Présentation
La maison Wasaborg est un bâtiment Art nouveau situé au coin de Vaasanpuistikko et Raastuvankatu.
L'aile orientale de la maison a été conçue par les architectes J. E. Bruun et Carl Schoultz et l'aile occidentale par Arhur Rudolf Gauff.